# Gräberfeld X

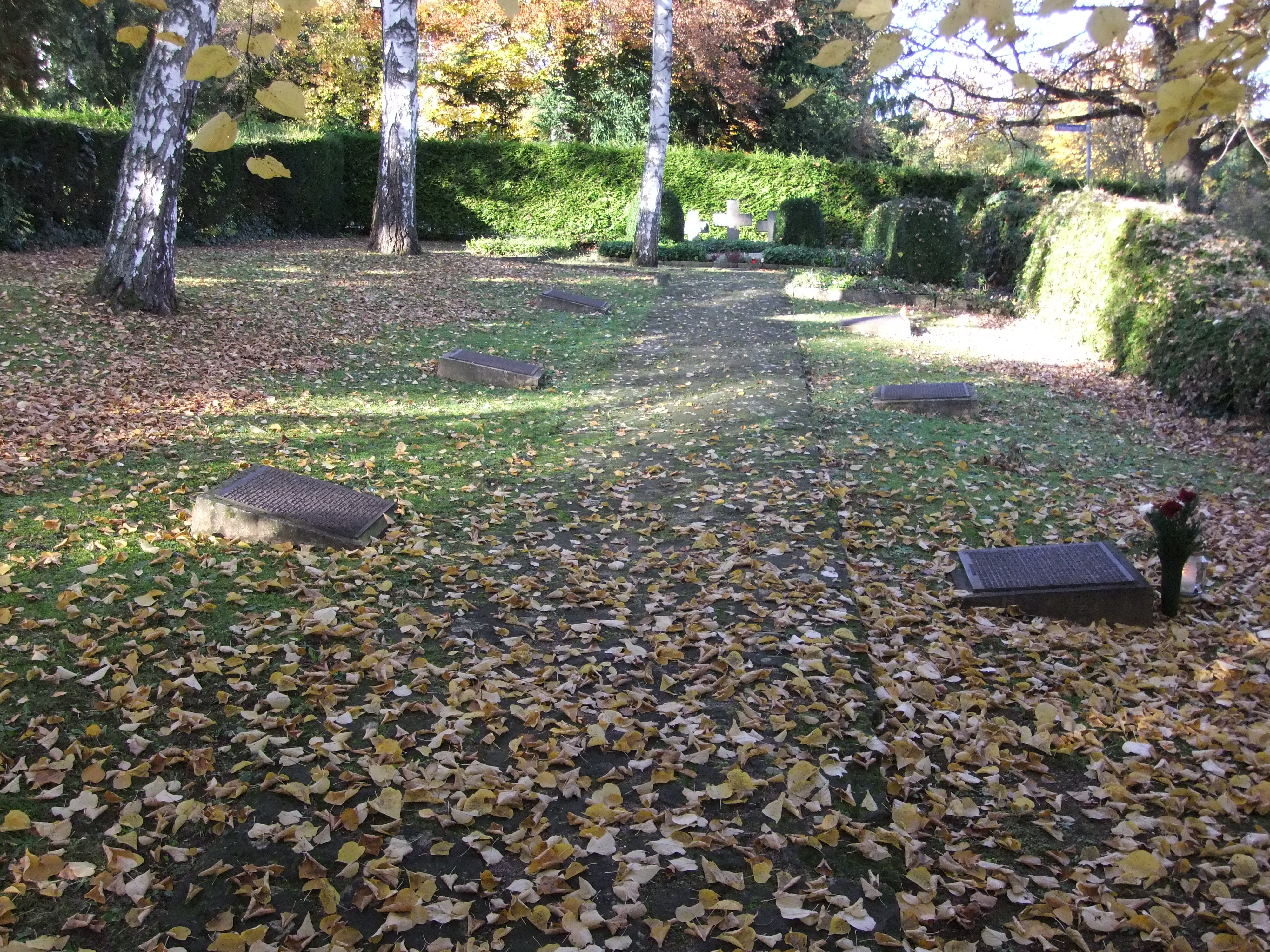
Allgemeine Ansicht des Gräberfeldes X (2011)

Gräberfeld X war ein im Jahre 1849 angelegter und bis ins Jahr 1963 genutzter Bestattungsplatz des anatomischen Instituts der Eberhard Karls Universität Tübingen im Stadtfriedhof Tübingen. In der zweiten Hälfte der 1980er Jahre wurde es in eine Gedenkstätte umgestaltet.

## Geschichte
Auf dem Gräberfeld X wurden von 1849 bis 1963 regulär Leichen oder deren Teile bestattet. Die wissenschaftliche und praktische Ausbildung von Medizinstudenten erfordert Anatomie-, Präparations- und Operationskurse und die Herstellung von Präparaten als Anschauungsobjekte innerhalb der Ausbildung zum Mediziner. Die von der Körperspendung nicht mehr benötigten Teile der Leichen wurden auf dem Gräberfeld X bestattet. Seine Bezeichnung „X“ erhielt das Gräberfeld nach dem Ersten Weltkrieg in Folge einer Nummerierung der Gräberfelder. Es handelt sich dabei nicht um die römische Ziffer 10, sondern um den Buchstaben.
Bis in die frühen 1970er Jahre handelte es sich bei den Toten, die dem anatomischen Institut zur Verfügung gestellt wurden, meist um sogenannte Sozialleichen, das heißt um die sterblichen Überreste von Menschen, denen auch im Tod eine geringere Würde zugestanden wurde.  Dies waren beispielsweise Selbstmörder, hingerichtete Verbrecher oder mittellose Menschen, deren Begräbniskosten von einer Gemeinde oder Stiftskasse übernommen worden waren.

### NS-Zeit

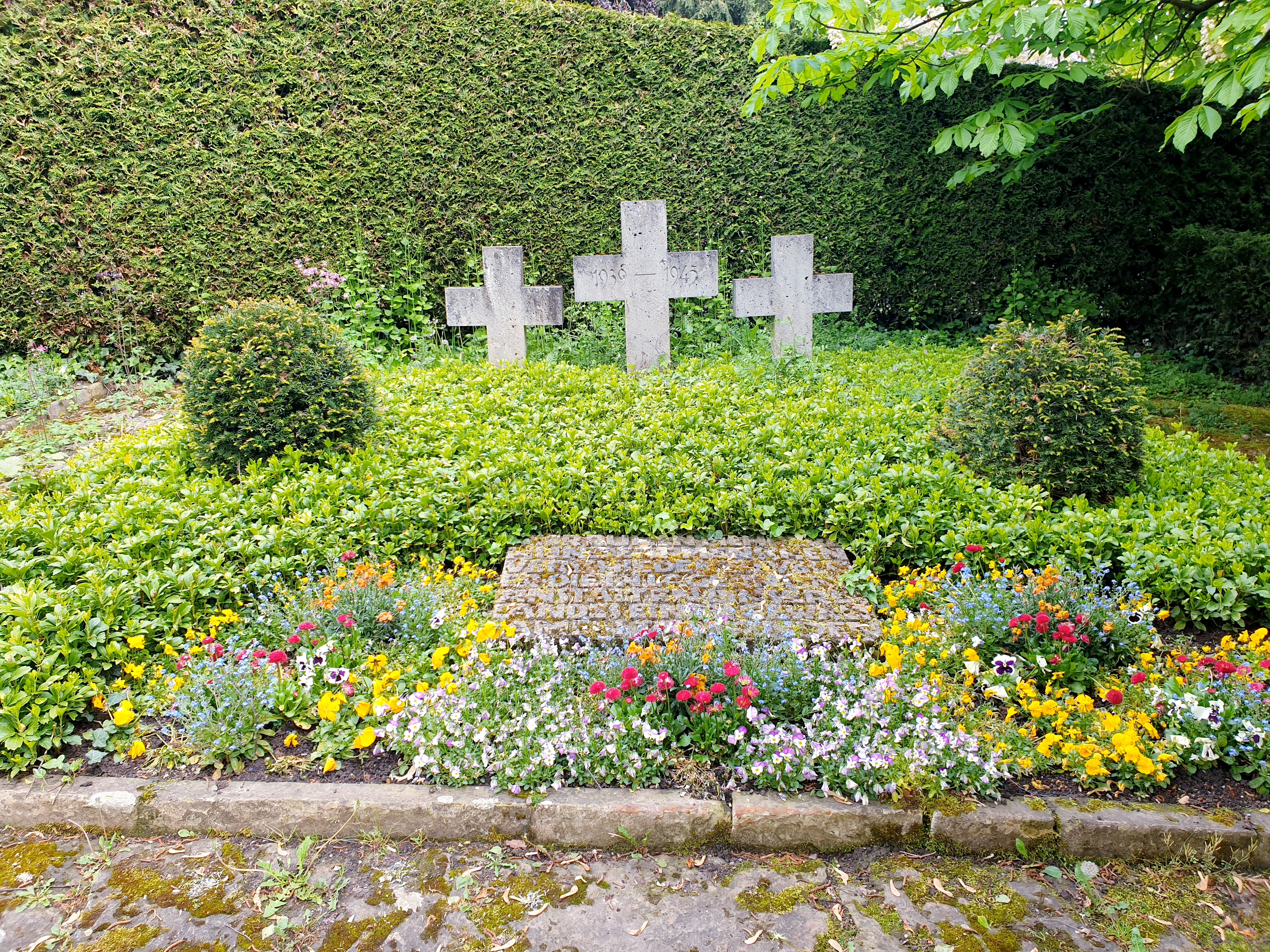
Drei Steinerne Kreuze und Gedenktafel der Stadt Tübingen (errichtet 1952, bzw. 1963)

Diese rechtliche Praxis wurde auch nach der Machtergreifung der Nationalsozialisten am 30. Januar 1933 beibehalten. In Folge der rassistischen Vorstellungen, die Adolf Hitler in seinem Buch Mein Kampf grob umrissen hatte, und auf Grund der ideologischen und politisierten Strafjustiz der Nationalsozialisten wurden dem anatomischen Institut Tübingen jedoch so viele Leichname zur Verfügung gestellt, dass 1939 tote Körper sogar an andere Institutionen abgegeben wurden. Zwischen dem 30. Januar 1933 und dem 10. April 1945 wurden insgesamt 1077 Leichen in die Anatomie eingeliefert, 623 davon nach Kriegsbeginn.  Teilweise wurden sie aus politischem Kalkül hingerichtet, teils ohne Gerichtsverfahren ermordet. Mindestens zwei Drittel der in die Anatomie eingelieferten Leichen wurden umgebracht, weil sie rassistischen oder ideologischen Normen nicht genügten oder der Kriegswirtschaft geopfert wurden. Nachträglich wurden für die Körperspender auf einer Gedenktafel folgende Todesarten festgehalten:
- Erschossen
- Enthauptet
- Erschlagen
- Gehängt
- Verhungert
- Vernichtung durch Arbeit

156 Personen waren sowjetische Kriegsgefangene, die völkerrechtswidrig vom anatomischen Institut der Universität zu Forschungs- und Lehrzwecken verwendet wurden.

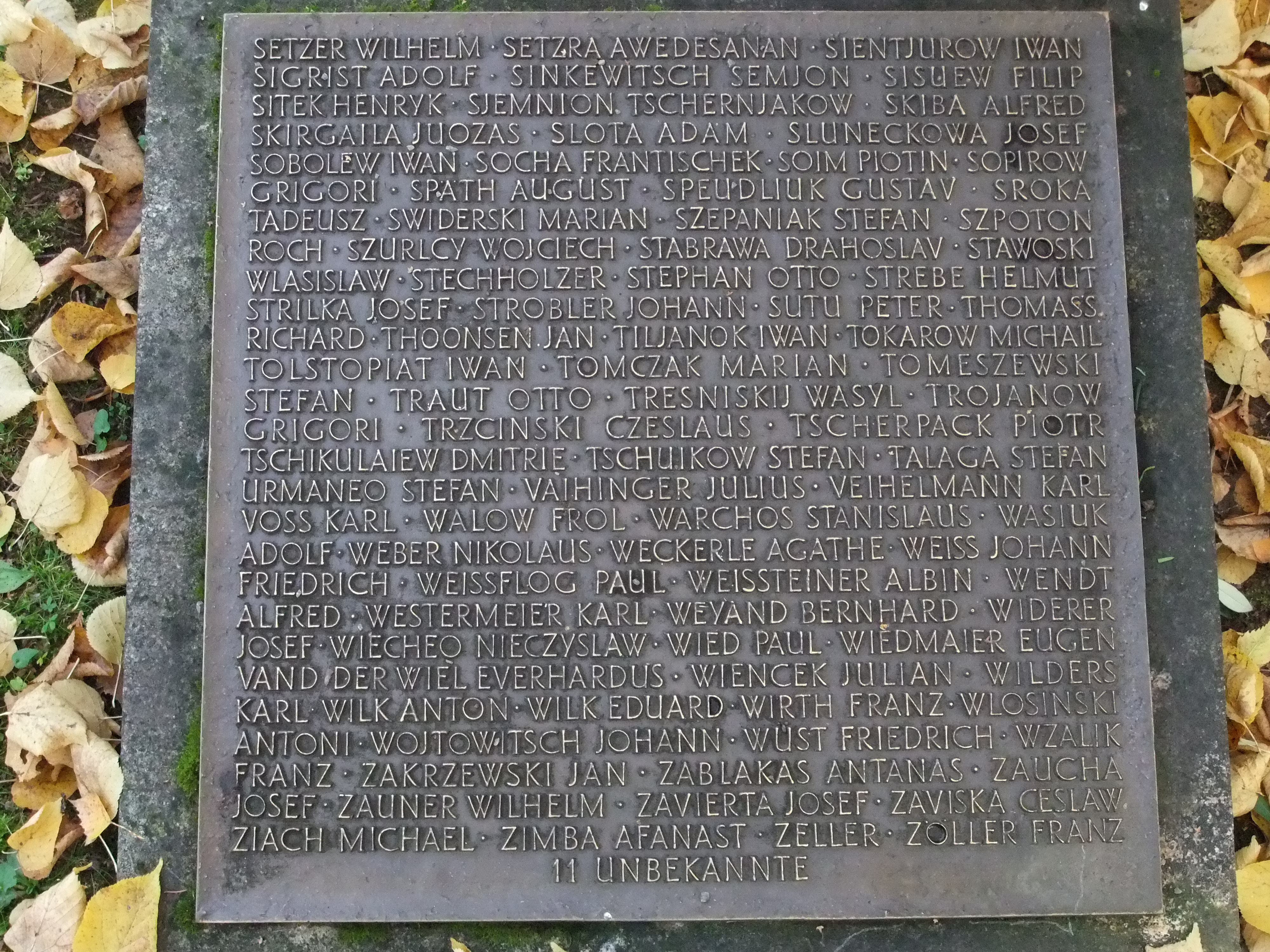
Namenstafel 6 (angebracht 1980)

### Nach 1945
Nach 1945 geriet das Gräberfeld X zunächst in Vergessenheit. Im Jahre 1952 ließ die Stadt auf dem Gräberfeld drei steinerne Kreuze errichten. 1963 wurden diese um eine steinerne Gedenktafel der Stadt ergänzt. Nach der Eröffnung eines neuen städtischen Friedhofs (Bergfriedhof) verlor der Stadtfriedhof zunehmend seine Bedeutung als aktuelle Grablege. In der Folge kam es zu mehreren Umgestaltungen, von denen unter anderem auch das Gräberfeld X betroffen war. Am 9. und 10. Februar 1980 entdeckten Mitglieder der VVN Bagger und anderes schweres Gartengerät auf dem Gräberfeld. Aus begründeter Sorge, die Stadt plane das Gräberfeld einebnen zu lassen, wandten sie sich an die Öffentlichkeit und lösten so eine weitreichende Debatte aus. Schließlich wurde das Gräberfeld zu einer „Ehrengrabanlage“ umgestaltet. Die bisher vier Grabreihen wurden wegen ihrer starken Beschädigung aufgegeben und zugunsten zweier begrünter Grabreihen ersetzt. Auf beiden Seiten des neu angelegten Weges wurden insgesamt sechs Bronzetafeln mit den Namen der Opfer in den Boden eingelassen. Für die Schreibweise der Namen wurde die (leider oft fehlerhafte) Orthographie aus den deutschen Urkunden verwendet. 1985 wurde eine historische Aufarbeitung des Gräberfeldes in Auftrag gegeben, die 1987 publiziert wurde. Dabei wurde festgestellt, dass Studierende an der medizinischen Fakultät noch immer an Präparaten ausgebildet wurden, die auch während der Zeit des Nationalsozialismus hergestellt worden waren. 1990 wurden diese Präparate auf dem Gräberfeld beigesetzt. Die Universität fügte der Gedenkanlage eine Kunststeinplatte hinzu.  Eine Woche nach Anbringung der Tafeln wurde das Gräberfeld X mit Hakenkreuzen geschändet und die Kunststeinplatte zerstört. Die Kunststeinplatte wurde innerhalb einer Woche durch eine Bronzetafel mit identischer Inschrift ersetzt.

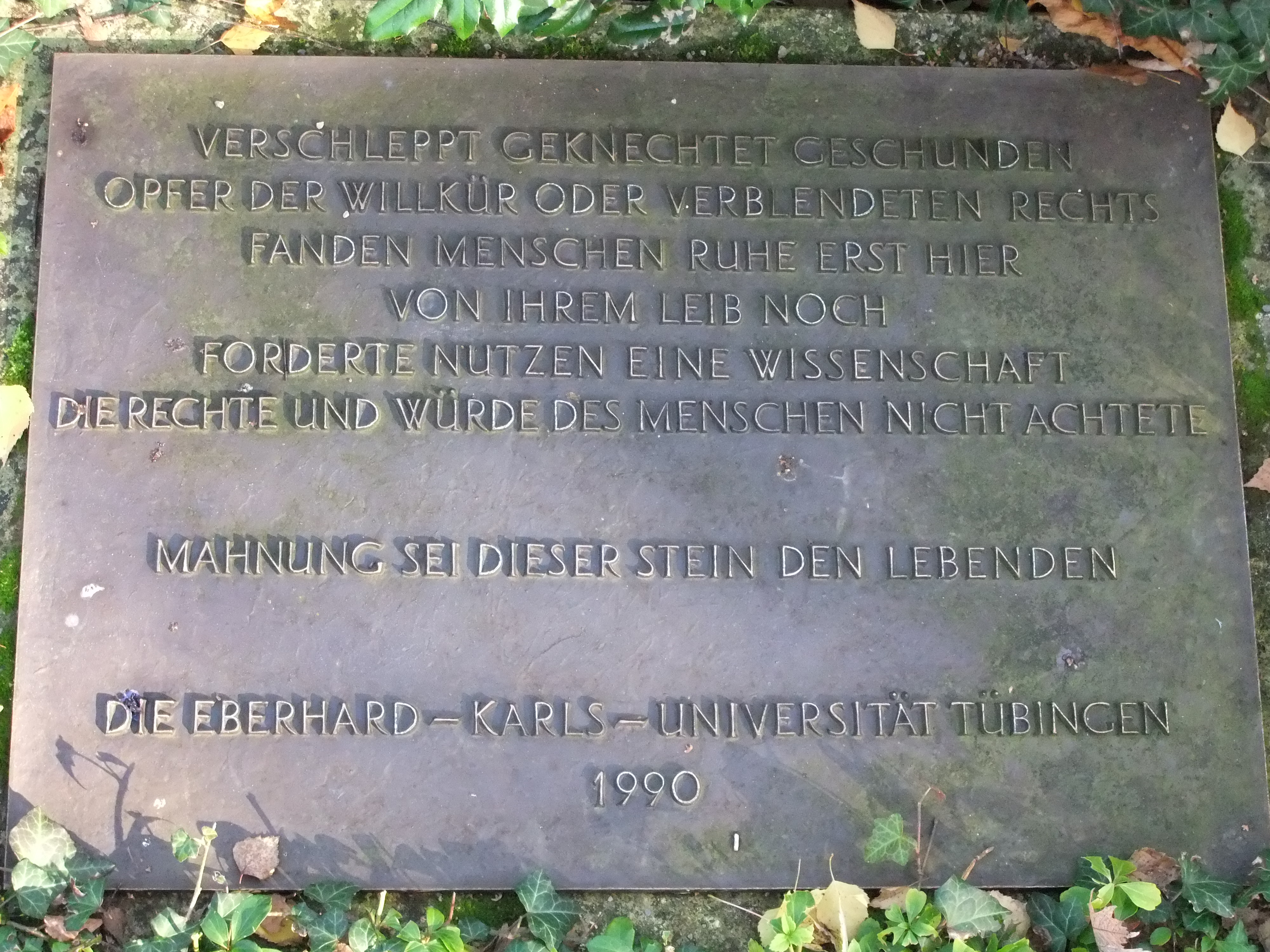
Gedenktafel Eberhard-Karls-Universität